# 안중근의사기념관 (하얼빈시)

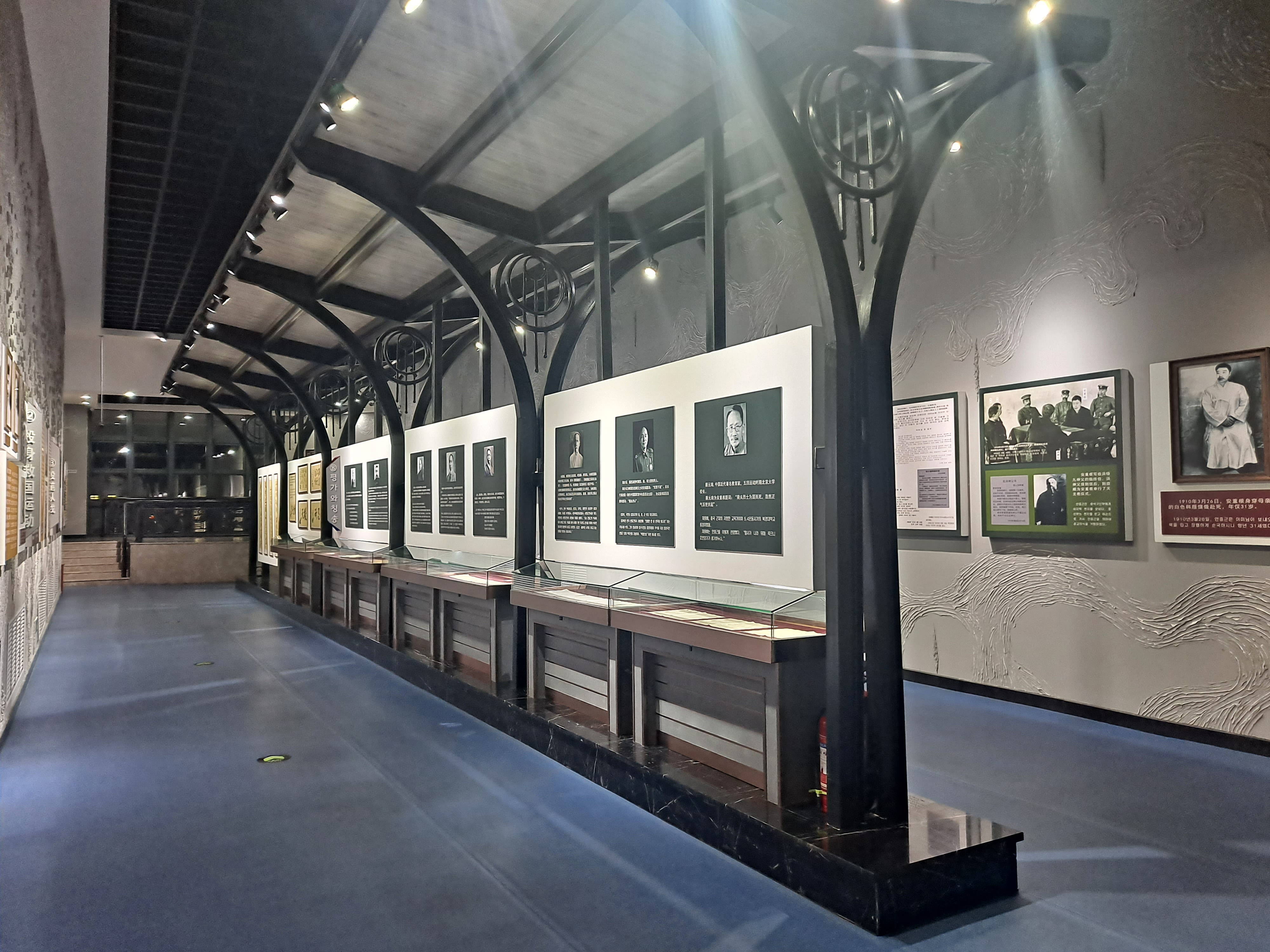
기념관 내부

안중근의사기념관(安重根义士纪念馆)은 중국 헤이룽장성 하얼빈시 하얼빈역에 위치한 기념관으로, 이곳에서 이토 히로부미를 저격한 안중근 의사를 기념하기 위해 세워졌다.